# Panurginus gracilis
Panurginus gracilis är en biart som beskrevs av Michener 1935. Panurginus gracilis ingår i släktet bergsbin, och familjen grävbin. Inga underarter finns listade i Catalogue of Life.